# Palma Guillén y Sánchez
Palma Guillén y Sánchez (née en mars 1898 à Mexico (Mexique) et morte le 28 avril 1975 au même endroit) est une diplomate mexicaine, la première femme diplomate du pays.

## Biographie
Palma Guillén y Sánchez étudie à l'École normale de Maestros et obtient un doctorat en lettres. Le 1er février 1935, elle est nommée par le président Lázaro Cárdenas envoyée extraordinaire et ministre plénipotentiaire, d'abord en Colombie entre 1935 et 1936 puis en Danemark entre 1936 et 1937.
Elle enseigne à l'université nationale autonome du Mexique entre 1939 et 1941,.
Entre 1938 et 1942, elle travaille pour le secrétariat des Affaires étrangères à la Société des Nations. En 1952, elle est attachée culturelle à Rome. Au sein du secrétariat de l'Éducation publique du Mexique, elle dirige le département de l'enseignement secondaire supérieur. Elle participe à l'inspection des écoles primaires et est envoyée à des conférences internationales sur l'éducation.
Elle devient amie avec la femme de lettres Gabriela Mistral, après avoir travaillé avec elle pour José Vasconcelos entre 1922 et 1924. Elles voyagent ensemble en Europe dans l'entre-deux-guerres.
Elle se marie avec Lluis Nicolau d'Olwer en 1946.
Elle meurt écrasée par un bus à Mexico.